# Museu Municipal de Vilassar de Mar
El Museu Municipal de Vilassar de Mar és un museu local de Vilassar de Mar (Maresme), format per dos equipaments: el Museu de la Marina, centrat en la història local tot parant especial atenció a la seva vinculació al món marítim, i el Museu Monjo, que conté el llegat de l'escultor vilassarenc Enric Monjo.

## Història
El Museu Municipal de Vilassar de Mar forma part de la Xarxa de Museus Locals de la Diputació de Barcelona.
La creació del museu fou aprovada en el Ple de l'Ajuntament del 21 de novembre de 1955. Llavors es proposà la formació d'una secció arqueològica, una d'història de la marina i la pesca i una d'etnografia. El museu tingué diverses seus temporals fins que el 1991 s'inaugurà la restauració de la "Sénia del Rellotge" que n'havia de ser la seu definitiva i es posà en marxa el projecte museològic del "Museu de la Marina", ja que les col·leccions d'aquesta temàtica eren les més importants i apropiades per obrir al públic. L'exposició permanent de marina s'obrí el 24 de juny de 1992.
Cap al 2005 els fons del Museu Municipal es veieren notablement incrementats amb el traspàs de la col·lecció d'Enric Monjo, que fins llavors havia estat gestionada per un patronat format per l'Ajuntament de Vilassar de Mar i la Diputació de Barcelona. Així el Museu Monjo passà a ser de titularitat municipal i la seva seu es convertí en una secció del Museu Municipal.

## Museu de la Marina
El Museu de la Marina està ubicat en una masia modernista construïda el 1902 per l'arquitecte Eduard Ferrés i Puig i coneguda com la Sénia del Rellotge.

### Col·leccions
Les col·leccions del Museu de la Marina expliquen els orígens i bona part de la història de Vilassar de Mar, població segregada de Vilassar de Dalt el 1784. El primer àmbit del museu mostra les diferents arts de pesca pròpies de la zona, com les nanses, el sardinal o el palangre, agulles de sargir la xarxa, models nàutics i fotografies de pescadors a principis del segle xx.
La planta del museu acull la col·lecció d'eines de les antigues mestrances de Vilassar de Mar: s'hi poden veure aixes, plànols de formes, ribots, eines de calafat o altres objectes relacionats amb la construcció de vaixells.
Bona part del museu explica la navegació transatlàntica i la relació de cultura i comerç amb Amèrica. Hi podem observar instruments nàutics per a la navegació: el sextant, el cronòmetre, el compàs o l'allargavistes.
El museu compta amb un extens fons cartogràfic, del qual es poden veure exposades algunes cartes de la primera meitat del segle xix, amb les rutes cap a les Antilles o Nova Orleans.
L'exposició es completa amb baguls de mariner, armes d'abordatge, models, escuts, medalles i artesania marinera. Al jardí hi ha la barca Marina, la qual va ser una donació de pescadors de Vilassar de Mar.

## Museu Monjo

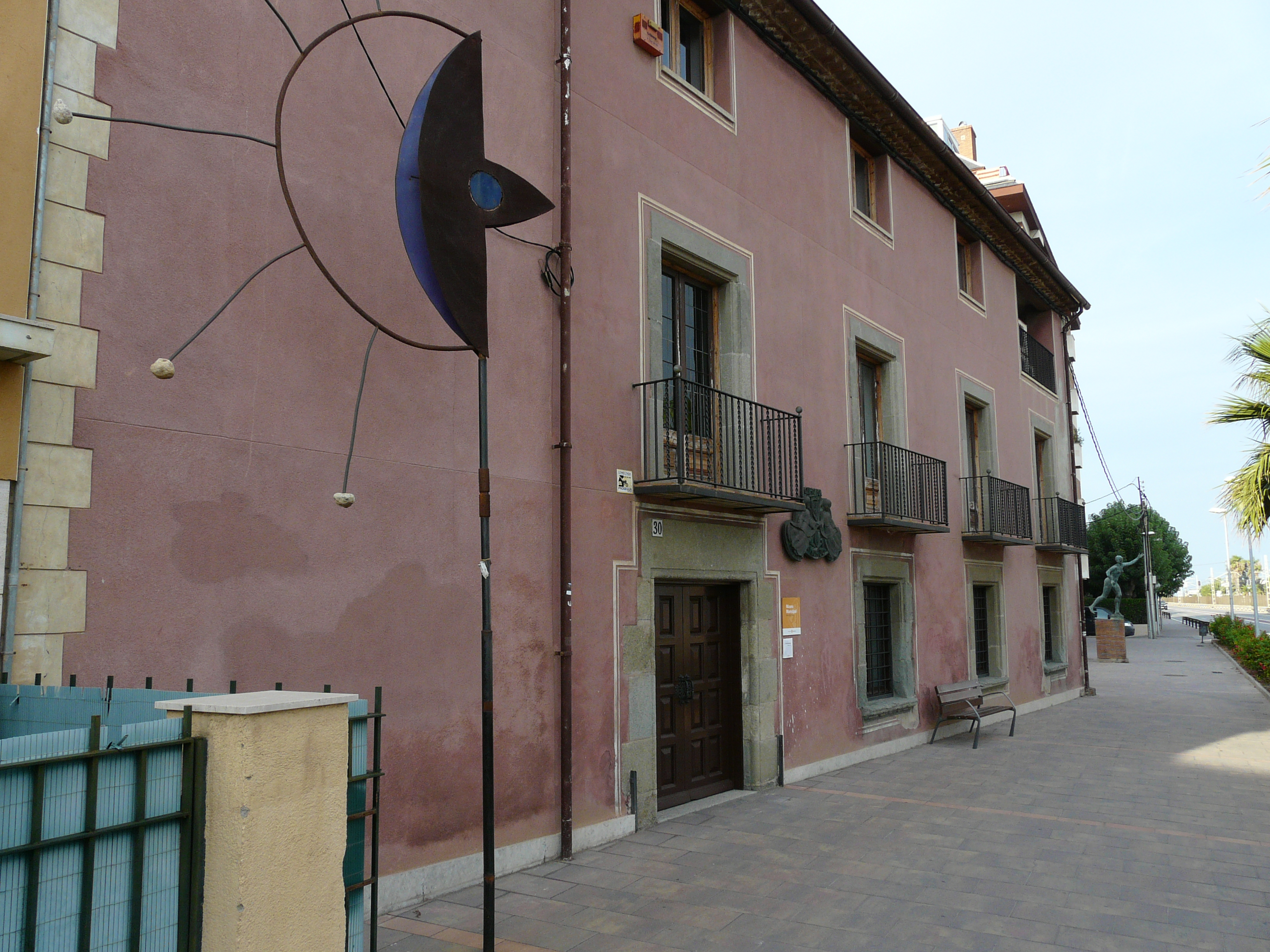
Gliptoteca Monjo

El Museu Monjo, també conegut com a Gliptoteca Enric Monjo, és un museu d'art que acull les col·leccions d'escultura que Enric Monjo i Garriga donà a la seva població natal.
El Museu està ubicat a l'antic hostal, documentat des del segle xvii, que servia de lloc de repòs als viatgers que utilitzaven l'antic camí ral que comunicava Mataró amb Barcelona i que posteriorment fou la seu de l'Ajuntament de Vilassar de Mar entre 1785 i 1962.

Un cop les dependències de l'ajuntament es traslladaren a l'edifici actual s'iniciaren les obres d'adaptació de l'antic hostal i el museu obrí les portes el 1964 amb una exposició de 300 peces donades pel mateix escultor. Aquest hi establí, fins i tot, un petit taller on treballava sempre que es trobava al seu poble.
El Museu tancà el 1977 i reobrí les seves portes el 1985. El 1980 la Diputació de Barcelona i l'Ajuntament de Vilassar de Mar van constituir la fundació pública: Patronat de la Gliptoteca Monjo per a gestionar-ne el funcionament. Finalment, cap al 2005, la Diputació de Barcelona cedí tots els drets a favor de l'ajuntament i el museu passà a ser una secció del Museu Municipal.
El fons del Museu Monjo està format per obres escultòriques realitzades per aquest autor entre els anys 1930 i 1976. A les sales es poden contemplar relleus i escultures realitzades amb materials diversos: pedra, bronze, guix, terracota, fusta, gres, pedra calcària, ferro i marbre.
Les característiques monumentals de l'obra d'aquest autor, la major part de la qual fou concebuda per a encàrrecs públics, temples o grans obres civils, fan que a les sales trobem gran quantitat d'esbossos, segones versions i guixos preparatoris.